# Списак градоначелника Суботице
Ово је списак градоначелника Суботице од 1796. године.
Градоначелник Суботице је на челу града Суботице (петог по величини града у Србији и другог по величини града у Аутономној покрајини Војводини). Он делује у име града и обавља извршну функцију у граду Суботици. Тренутни градоначелник Суботице је Стеван Бакић (СНС).

## Хабзбуршка монархија/Аустријско царство/Аустро-Угарска
- Јанош Сучић (János Szucsics) (1796 – 1798)
- Антал Милодановић (Antal Milodánovics) (1798 – 1800)
- Јанош Сучић (János Szucsics) (1800 – 1802)
- Јаков Сарић (1802 – 1804)
- Ђерђ Копуновић (György Kopunovics) (1804 – 1809)
- Ференц Чорда (1809 – 1813)
- Антал Милодановић (Antal Milodánovics) (1813 – 1816)
- Тома Кулунчић (1816 – 1820)
- Ференц Чорда (1820 – 1828)
- Шимун Мукић (1828 – 1834)
- Јожеф Сарић (József Szárics) (1834 – 1847)
- Иштван Кулунчић (István Kuluncsics) (1847)
- Ђерђ Вилов (György Vilov) (1847 – 1848)
- Иштван Кулунчић (István Kuluncsics) (1848 – 1849)
- Фригес Арнолд (1849)
- Јован Димитријевић (1849)
- Пал Антуновић (Pál Antunovics) (1849 – 1858)
- Ендре Флат (1858 – 1861)
- Јанош Мукић (János Mukics) (1861 – 1862)
- Ендре Флат (1862 – 1867)
- Мате Ленард (1867 – 1872)
- Јанош Мукић (János Mukics) (1872 – 1884)
- Михаљ Пертић (Mihály Pertics) (1884)
- Лазар Мамужић (1884 – 1902)
- Карољ Биро (1902-1918)

## Краљевина Срба, Хрвата и Словенаца / Краљевина Југославија
- Лукач Плесковић (1918)
- Стипан Матијевић (1918 – 1920)
- Врање Сударевић (1920)
- Андрија Плетикосић (1920 – 1922)
- Никола Табаковић (1922)
- Мирко Ивковић Ивандекић (1923)
- Албе Малагурски (1924-1926)
- Драгослав Ђорђевић (1926)
- Драгутин Стипић (1927 – 1929)
- Селимир Остојић (1929 – 1931)
- Франо Вукић (1931 – 1933)
- Иван Ивковић Ивандекић (1933 – 1938)
- Марко Јурић (1938 – 1939)
- Ладислав Липозенчић (1939 – 1941)

## Мађарска окупација
- Деже Бито, Јанош Волђи (1941 – 1943)
- Јено Зекели (1943 – 1944)

## ДФ Југославија/ФНР Југославија / СФР Југославија
- Лајчо Јарамазовић (1944 – 1945)
- Милан Миланковић (1945 – 1947)
- Алојзије Михаљчевић, Геза Тиквицки (1947 – 1948)
- Алојзије Михаљчевић, Марко Бачлија (1948 – 1952)
- Марко Хорвацки (1952 – 1953)
- Винко Лендвај (1953 – 1954)
- Миклош Калмар (1954-1955)
- Иштван Будај (1955 – 1960)
- Иван Вуковић (1960 – 1963)
- Марко Пољаковић (1963 – 1965)
- Марко Пољаковић, Матија Седлак (1965 – 1968)
- Карољ Баги (1968 – 1974)
- Јожеф Декани (1974 – 1978)
- Бела Вас (1978 – 1982)
- Стјепан Милашин (1982 – 1983)
- Јанко Пејановић (1983 – 1984)
- Ђерђ Шорад (1984 – 1985)
- Јожеф Паленчар (1985-1989)
- Јожеф Каса (1989 – 1992)

## СР Југославија / Србија и Црна Гора
|  | Портрет | Име (Рођење–Смрт)             | Мандат           | Мандат           | Странка                   |
|  | ------- | ----------------------------- | ---------------- | ---------------- | ------------------------- |
|  |         | Јожеф Каса (1945–2016)        | 1992.            | 8. фебруар 2001. | Савез војвођанских Мађара |
|  |         | Иштван Испанович (рођен 1939) | 8. фебруар 2001. | 29. мај 2003.    | Савез војвођанских Мађара |
|  |         | Геза Кучера (born 1948)       | 29. мај 2003.    | 5. јун 2006.     | Савез војвођанских Мађара |

## Република Србија
|  | Портрет | Име (Рођење–Смрт)         | Мандат            | Мандат            | Странка                   |
|  | ------- | ------------------------- | ----------------- | ----------------- | ------------------------- |
|  |         | Геза Кучера (рођен 1948)  | 5. јун 2006       | 10. јул 2008      | Савез војвођанских Мађара |
|  |         | Саша Вучинић (рођен 1973) | 10. јул 2008      | 11. јул 2012      | Демократска странка       |
|  |         | Модест Дулић (рођен 1973) | 11. јул 2012      | 21. новембар 2013 | Демократска странка       |
|  |         | Јено Маглај (рођен 1964)  | 21. новембар 2013 | 23. јун 2016      | Савез војвођанских Мађара |
|  |         | Богдан Лабан (рођен 1969) | 23. јун 2016      | 21. август 2020   | Српска напредна странка   |
|  |         | Стеван Бакић (рођен 1967) | 21. август 2020   | тренутно          | Српска напредна странка   |